# The Kyiv Independent
The Kyiv Independent és un diari ucraïnès en llengua anglesa. Va ser fundat el novembre del 2021 per antics membres de l'equip del Kyiv Post. Des del 28 de gener de 2022, el periodista Oleksiy Sorokin n'és l'actual director d'operacions i editor polític d'ençà del 28 de gener de 2022 i a partir del 8 de febrer de 2022, Olga Rudenko n'és l'editora en cap.
Finançat per micromecenatge, el diari ha vist augmentar de manera significativa el seu públic arran de la invasió russa d'Ucraïna del 2022, assolint un nombre dels seus seguidors a Twitter superior al milió de persones.